# Циховский, Адольф

Герб Вонжик, которым пользовался А.Циховский

Адольф Циховский (пол. Adolf Cichowski; 1794, Варшава — 7 октября 1854, Париж) — польский антиквар, офицер — участник наполеоновских воен и польского восстания в 1830 г.

## Биография
Представитель польского дворянского (шляхетского) рода, герба Вонжик.
Первоначальное образование получил во Львове. В 1809 году поступил в варшавскую Школу артиллерии.
В чине поручика наполеоновских войск принял участие в четырех кампаниях: галицийской, русской, саксонской и французской.
Был ранен. В 1813 году награждён Кавалерским Крестом Почетного легиона.
В 1816 году ушёл в отставку. Служил чиновником в комиссии казначейства.
С 1821 года входил в первый состав членов Польской тайной организации офицеров — Патриотического общества, за что в 1822 году был арестован и содержался в каземате. После освобождения был уволен с работы и находился под надзором полиции.
Во время ноябрьского восстания в 1830 году был назначен президентом Комиссии публичных строений, издавал газету Kurier Polski.
После поражения восстания иммигрировал с женой в Дрезден, а после её смерти в 1835 году переехал в Париж, где помогал Адаму Чарторыйскому в создании Женской школы в Hotel Lambert и занимался организацией помощи нуждающимся польским эмигрантам, которую сам часто финансировал лично.
Был коллекционером. Собирал польский антиквариат и раритеты.
В коллекции Адольфа Циховского было собрано около 400 старинных карт и уникальных атласов Польши. После его смерти коллекция была передана в музей Рапперсвиля.
В настоящее время большинство из собранных им карт и атласов находится в библиотеке Чарторыйских в Кракове.
Поддерживал тесные дружеские контакты с Шопеном.

## Ссылка
- Adolf Cichowski